# Cherif Ndiaye
Cherif Ndiaye (Thiaroye, Senegal, 23 de enero de 1996) es un futbolista senegalés. Su posición es la de delantero y su club es el Estrella Roja de Belgrado de la Superliga de Serbia.

## Trayectoria
El 25 de agosto de 2020 se dio a conocer su llegada al Göztepe S. K. en forma de préstamo con opción a compra. El 1 de junio de 2021 se hizo oficial su transferencia al equipo turco por un valor de 1 150 000 €.
En Turquía estuvo hasta abril de 2022, momento en el que el club anunció su marcha al fútbol chino para jugar en el Shanghái Port. Regresó al país en menos de un año después de llegar cedido al Adana Demirspor en enero. Unos meses después, en septiembre, fichó por el Estrella Roja de Belgrado.

## Estadísticas

### Clubes
Actualizado al último partido jugado el 27 de septiembre de 2024.
| Waasland-Beveren · Bélgica                                                                          | 1.ª           | 2016-17       | 4   | 0  | -  | -  | -  | - | 4   | 0  | 0    |
| Waasland-Beveren · Bélgica                                                                          | 1.ª           | 2017-18       | 8   | 1  | -  | -  | -  | - | 8   | 1  | 0.13 |
| Waasland-Beveren · Bélgica                                                                          | 1.ª           | 2018-19       | 1   | 0  | -  | -  | -  | - | 1   | 0  | 0    |
| Waasland-Beveren · Bélgica                                                                          | Total club    | Total club    | 13  | 1  | 0  | 0  | 0  | 0 | 13  | 1  | 0.08 |
| H. N. K. Gorica · Croacia                                                                           | 1.ª           | 2018-19       | 17  | 8  | -  | -  | -  | - | 17  | 8  | 0.47 |
| H. N. K. Gorica · Croacia                                                                           | 1.ª           | 2019-20       | 33  | 7  | 2  | 3  | -  | - | 35  | 10 | 0.29 |
| H. N. K. Gorica · Croacia                                                                           | 1.ª           | 2020-21       | 2   | 0  | -  | -  | -  | - | 2   | 0  | 0    |
| H. N. K. Gorica · Croacia                                                                           | Total club    | Total club    | 52  | 15 | 2  | 3  | 0  | 0 | 54  | 18 | 0.33 |
| Göztepe S. K. Turquía                                                                               | 1.ª           | 2020-21       | 39  | 10 | 1  | 2  | -  | - | 40  | 12 | 0.3  |
| Göztepe S. K. Turquía                                                                               | 1.ª           | 2021-22       | 30  | 10 | 3  | 2  | -  | - | 33  | 12 | 0.36 |
| Göztepe S. K. Turquía                                                                               | Total club    | Total club    | 69  | 20 | 4  | 4  | 0  | 0 | 73  | 24 | 0.33 |
| Shanghái Port China                                                                                 | 1.ª           | 2022          | 24  | 9  | 1  | 0  | -  | - | 25  | 9  | 0.36 |
| Shanghái Port China                                                                                 | Total club    | Total club    | 24  | 9  | 1  | 0  | 0  | 0 | 25  | 9  | 0.36 |
| Adana Demirspor Turquía                                                                             | 1.ª           | 2022-23       | 12  | 8  | -  | -  | -  | - | 12  | 8  | 0.67 |
| Adana Demirspor Turquía                                                                             | 1.ª           | 2023-24       | 2   | 1  | -  | -  | 6  | 4 | 8   | 5  | 0.63 |
| Adana Demirspor Turquía                                                                             | Total club    | Total club    | 14  | 9  | 0  | 0  | 6  | 4 | 20  | 13 | 0.65 |
| Estrella Roja Serbia                                                                                | 1.ª           | 2023-24       | 28  | 11 | 5  | 3  | 6  | 1 | 39  | 15 | 0.38 |
| Estrella Roja Serbia                                                                                | 1.ª           | 2024-25       | 7   | 7  | -  | -  | 4  | 0 | 11  | 7  | 0.64 |
| Estrella Roja Serbia                                                                                | Total club    | Total club    | 35  | 18 | 5  | 3  | 10 | 1 | 50  | 22 | 0.44 |
| Total carrera                                                                                       | Total carrera | Total carrera | 204 | 72 | 12 | 10 | 16 | 5 | 232 | 87 | 0.38 |
| (1) Incluye datos de Copa de Croacia y Copa de Turquía. (2) No incluye goles en partidos amistosos. |               |               |     |    |    |    |    |   |     |    |      |

## Palmarés

### Títulos nacionales
| Título              | Club                      | País   | Año  |
| ------------------- | ------------------------- | ------ | ---- |
| Superliga de Serbia | Estrella Roja de Belgrado | Serbia | 2024 |
| Copa de Serbia      | Estrella Roja de Belgrado | Serbia | 2024 |
| Superliga de Serbia | Estrella Roja de Belgrado | Serbia | 2025 |
| Copa de Serbia      | Estrella Roja de Belgrado | Serbia | 2025 |